# Zentai

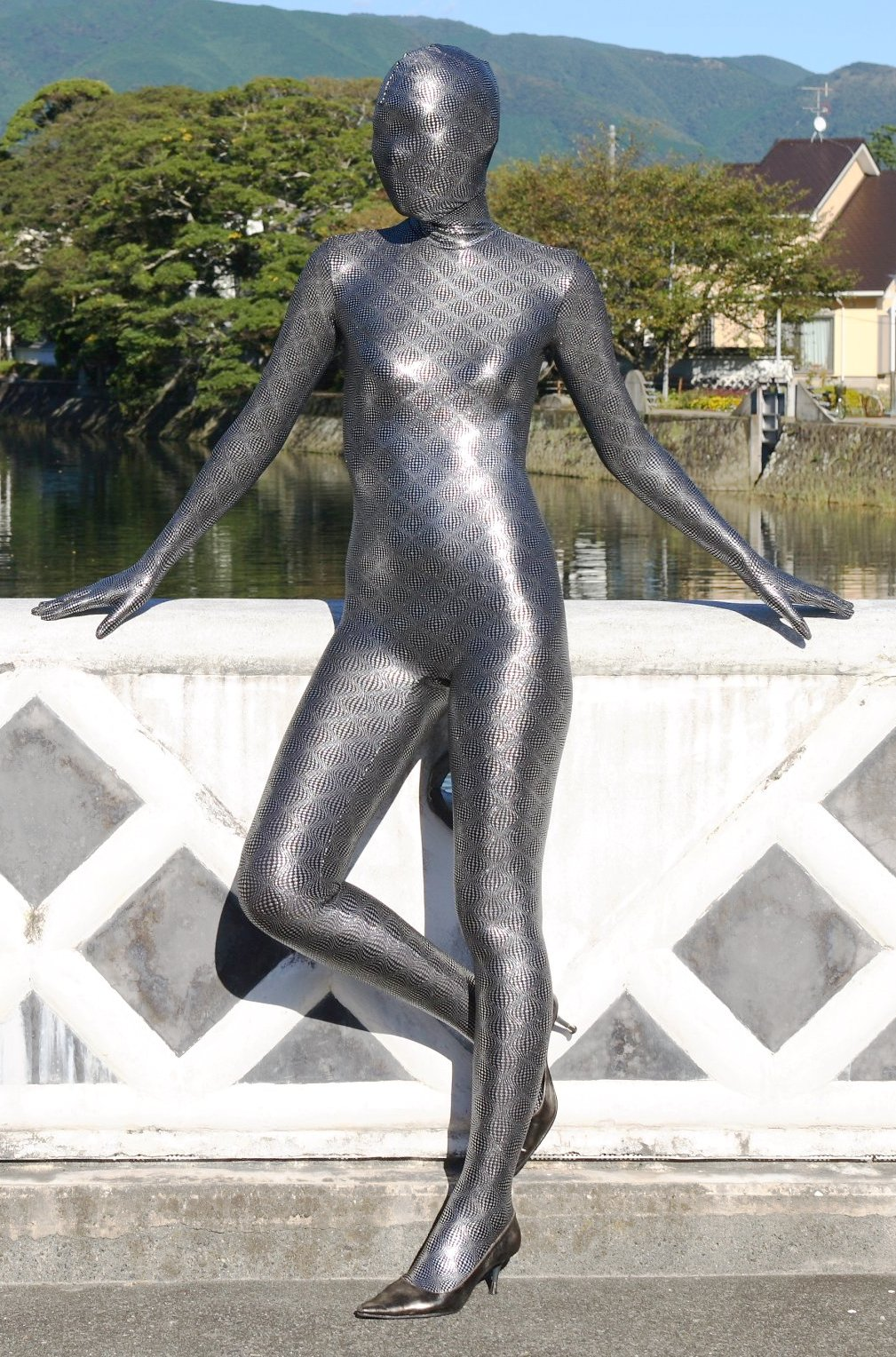
Kobieta ubrana w zentai

Zentai (jap. ゼンタイ zentai; skrót od zenshin-taitsu; 全身タイツ) – słowo w języku japońskim, oznaczające rodzaj obcisłego stroju pokrywającego całe ciało. Nazwa ta znaczy tyle, co "rajstopy na całe ciało". Najpowszechniejszym materiałem z jakiego szyte są zentai, to mieszanka spandexu/nylonu. Do ich wyrobu używa się również takich materiałów, jak bawełna, lycra, jedwab, welur, latex, pvc.

## Zastosowanie

### Sztuka
Stroje zentai stosowane są w sztukach teatralnych, ich użycie ma na celu częściową depersonalizację aktora na scenie. W tradycyjnym japońskim teatrze kukiełkowym, zwanym bunraku, praktykujący wykonawcy ubierają się w czarne stroje, aby zakamuflować swoją obecność na scenie o czarnym tle. Zentai używane są również przez artystów jako środek przekazu, podkreślają one kontur ciała czasem nadając mu wdzięczne wzory. Poprzez czynienie wykonawcy anonimowym, uwaga odbiorcy skupiana jest na ciele aktora/modela jako całości. Jako element garderoby aktora, zentai może posłużyć również jako zamienna skóra, zmieniając właściwą na dowolny kolor/wzór.

### Film
Przy tworzeniu filmowych efektów specjalnych, zentai w jednym jaskrawym kolorze posłużyć może do cyfrowego usuwania aktorów ze sceny (metoda blue box). Również muzycy tworząc własne wideoklipy korzystają z efektu jaki daje zentai, np. zespół The Black Eyed Peas w utworze Boom Boom Pow.

### Fetysz
Zentai są także często kojarzone z fetyszyzmem. Ten konkretny fetysz, odnosiłby się do tkanin rozciągliwych, pokrywających/zakrywających ciało człowieka. Rzeczywiście, zentai fechi (ゼンタイフェチ) dosłownie znaczy tyle, co "fetysz zentai". Dla jednych noszenie zentai może dostarczać wrażenia całkowitego komfortu ciała, podczas gdy dla innych stanowi to środek anonimowego ekshibicjonizmu. Niektórzy fetyszyści wykorzystują stroje zentai w grach niewolniczo-seksualnych, mimo że same stroje nie ograniczają ruchu osoby.

### Moda
Wielu projektantów mody docenia walory i możliwości, jakie daje zentai przy tworzeniu nowych kompozycji. Stroje wykorzystywane są również do katalogowania poszczególnych elementów garderoby. Projektanci korzystający z zentai to m.in. Somatra, Maison Martin Margiela czy Nicolas Petrou.

### Inne
Niemniej jednak są osoby, które poprzez noszenie zentai doświadczają czuciowej nowości własnego ciała, fizycznej wygody, bez seksualnych konotacji. Osoby w spektrum autyzmu mogą nosić zentai jako dodatkowe narzędzie rehabilitacyjne. Niektórzy mogą uważać takie stroje za przydatne do medytacji. Zentai może służyć jako środek ogniskowania świadomości na wrażeniach czuciowych i stanowić symboliczną barierę między własnym Ja a światem zewnętrznym.